# Златан Ибрахимбеговић
Златан Ибрахимбеговић (Бања Лука, 18. март 1948) бивши је југословенски кајакаш  и репрезентативац. Учествовао је на Олимпијским играма 1972. у Минхену.

## Биографија
Такмичарску каријеру започео је као члан Кајак кану клуба "Врбас", Бања Лука. Као члан југословенске репрезентације, на Олимпијским играма у Минхену (1972) такмичио се у дисциплини Kl - слалом на брзим водама и заузео 29. мјесто. Учествовао је на свјетским првенствима у: Бур Сен Морису, Француска (1969), Мерану, Италија (1971), Муотаталу, Швајцарска (1973) и Скопљу (1975). Године 1971. проглашен је најбољим спортистом Босанске Крајине. Живи у Аустралији.